# 烏羅什·盧科維奇
烏羅什·盧科維奇（羅馬化：Uroš Luković，1989年6月8日—）為塞爾維亞男子籃球運動員，場上主打中鋒位置。

## 職業生涯
2017年7月8日，盧科維奇與克羅埃西亞球隊Mornar簽了一份為期兩年的合約。於2020-21賽季結束後離隊。
2021年7月29日，盧科維奇與Zadar簽了一份為期一年的合約。11月30日盧科維奇離隊。12月6日，盧科維奇加盟Lovćen 1947。
2022年1月25日，盧科維奇加盟塞爾維亞球隊Metalac Valjevo。

## 個人生活
烏羅什出生至籃球世家，他的父親是前籃球選手和現任籃球教練柳比察夫·盧科維奇，他母親以前也是籃球選手。他的弟弟馬爾科和妹妹布蘭卡也都是籃球選手。

## 外部連結
- 烏羅什·盧科維奇的Instagram帳戶
- This article has no link in Wikidata